# Agnsjön (Hålanda socken, Västergötland)
Agnsjön är en sjö i Ale kommun i Västergötland och ingår i Göta älvs huvudavrinningsområde. Sjön har en area på 0,242 kvadratkilometer och ligger 74,7 meter över havet. Agnsjön ligger i vildmarksområdet Risveden och avvattnas av Iglabäcken som efter Vanderydsvattnet mynnar i Slumpån.

## Delavrinningsområde
Agnsjön ingår i det delavrinningsområde (645277-129895) som SMHI kallar för Utloppet av Vanderydsvattnet. Medelhöjden är 88 meter över havet och ytan är 60,36 kvadratkilometer. Räknas de 3 avrinningsområdena uppströms in blir den ackumulerade arean 97,61 kvadratkilometer. Slumpån / Iglabäcken som avvattnar avrinningsområdet har biflödesordning 2, vilket innebär att vattnet flödar genom totalt 2 vattendrag innan det når havet efter 96 kilometer. Avrinningsområdet består mestadels av skog (57 procent). Avrinningsområdet har 10,6 kvadratkilometer vattenytor vilket ger det en sjöprocent på 17,5 procent.